# Impacto ambiental da fraturação hidráulica
O fraturamento hidráulico é um método que possibilita a extração de combustíveis líquidos e gasosos do subsolo. Também é denominado fratura hidráulica, estimulação hidráulica ou pelo termo da língua inglesa fracking. O fracking é também utilizado na produção de energia geotérmica com o objectivo de aumentar a recuperação de fluidos quentes que são posteriormente usados na produção de calor ou eletricidade .
O processo se inicia com uma perfuração que pode atingir até 3,2 km de profundidade, onde a tubulação a partir de determinado momento assume uma trajetória horizontal (veja figura acima). Ao se deparar com as formações rochosas, é iniciado o fracking. Através da tubulação instalada é despejada uma mistura de grandes quantidades de água e solventes químicos comprimidos. A grande pressão provoca explosões que fragmentam a rocha. Para que o buraco não se feche novamente, são injetadas enormes quantidades de areia, que supostamente evitam que o terreno ceda ao mesmo tempo em que permite, por sua porosidade, a migração do gás a ser extraído .
Existe uma grande preocupação ambiental acerca das técnicas de fraturamento hidráulico, devido ao risco de contaminação de aquíferos, emissão de poluentes que afetem a qualidade do ar, a possibilidade de migração para a superfície de gases e substâncias empregadas no processo, risco de vazamentos ou acidentes resultantes da má gestão de resíduos e falhas técnicas/operacionais, e os efeitos na saúde da população residente no entorno, dentre os quais o câncer. As empresas que usam o fraturamento alegam que tudo isto pode ser controlado por meio de procedimentos de segurança como o uso de selantes adequados e cimento para isolar os aquíferos e tratamento da água para seu reúso pelos poços de extração .

### Problemas com a perfuração
- Perda do uso da terra,
- grande quantidade de lixo industrial,
- poluição
- comprometimento da qualidade de vida dos habitantes das regiões próximas dos poços

### Problemas com o fraturamento
Durante o fraturamento hidráulico, um terço de tudo que está dentro do poço vem à tona, incluindo a água utilizada, os solventes utilizados e os resíduos da extração. Isso traz riscos de contaminação dos lençóis freáticos, risco que já era comum na metodologia das perfurações tradicionais. Eventuais vazamentos dos gases, sobretudo o metano, poluente e contribuinte para o efeito estufa são risco adicional .
Além disso, outros problemas podem se intensificar, como:
- Indução de atividade sísmica
- Migração de gás metano para aquíferos em algumas áreas
- Grandes áreas de campos e florestas têm sido desmatadas e substituídas por plataformas de perfuração
- Dependendo do tipo de solo perfurado, o fraturamento pode trazer partículas de urânio, rádio, rádon e tório das formações rochosas subterrâneas até a superfície
- Consequências para a saúde podem incluir esterilidade, malformação congênita e câncer, entre outros efeitos [5].

1. ↑  Fundación del Español Urgente — Fundéu BBVA. Fracturación hidráulica e hidrofracturación, mejor que fracking. (em castelhano) Acessado em 12/11/2014.
2. ↑  Os perigos potenciais do fraturamento hidráulico - eCycle. Disponível em: <https://www.ecycle.com.br/os-perigos-potenciais-do-fraturamento-hidraulico/>. Acesso em: 4 dez. 2022.
3. ↑  Dirección General de Políticas Interiores — Departamento Temático A: Política Económica y Científica. Repercusiones de la extracción de gas y petróleo de esquisto en el medio ambiente y la salud humana. Parlamento Europeo, 2011 (em castelhano)
4. ↑  SANBERG, Eduardo et al. Abordagem técnica e legal acerca do fraturamento hidráulico no Brasil. Revista Águas Subterrâneas, 2015.
5. ↑  Colborn, Theo et al. "Natural Gas Operations from a Public Health Perspective". In: Human and Ecological Risk Assessment: An International Journal, 2011; 17 (5):1039-1056 (em inglês)